# Schizotrypanum
Schizotrypanum – podrodzaj trypanosom – kinetoplastów z rodziny świdrowców należących do królestwa protista.
Cechami charakterystycznymi tego podrodzaju jest:
- przybieranie na wymazach krwi charakterystycznego kształtu C
- kinetoplast przynależny do tylnego końca ciała
- u ssaków rozmnażają się jako wewnątrzkomórkowe endomastigoty

Należą tu następujące gatunki:
- Trypanosoma (Schizotrypanum) cruzi
- Trypanosoma (Schizotrypanum) prowazecki[2]

- Trypanosoma (Schizotrypanum) rangeli – obecnie uważa się, iż ten gatunek świdrowca należy do tego podrodzaju[3], zamiast do podrodzaju Herpetosoma.